# Romina Núñez
Romina Stefanía Núñez (Tandil, Buenos Aires, Argentina, 1 de enero de 1994) es una futbolista argentina que juega como mediocampista en el Belgrano de la Primera División Femenina de Argentina.
Es también internacional con la Selección femenina de fútbol de Argentina.

## Trayectoria

### Inicios
Romina nació en Tandil, Buenos Aires, Argentina. Sus primeros pasos fueron en Juventud Unida de Tandil, club de su ciudad natal, donde se formó futbolísticamente.

### UAI Urquiza
En enero de 2020, fue fichada por UAI Urquiza, equipo que milita en la Primera División Femenina Argentina.

### Club León
En julio de 2022 firmó para el Club León de la Liga MX Femenil de México. En octubre de ese mismo año rescindió su contrato con el conjunto mexicano.

### UAI Urquiza (segunda etapa)
El 16 de diciembre de 2022 se confirma su regreso al Furgonero luego de 6 meses en el exterior. Con 17 tantos se consagró como goleadora del Primer Torneo 2023, donde además su equipo resultó subcampeón luego de perder la final por 0-1 ante Boca Juniors.

### Real Betis
El 12 de enero de 2024 firma para el Real Betis equipo de la Primera División Femenina de España. Luego de su paso por UAI Urquiza femenino, decide dar el salto hacia el fútbol europeo.

## Selección nacional
Romina Núñez debuta en el seleccionado nacional en el año 2021, a partir de la llegada de Germán Portanova quien la conocía por haberla dirigido en UAI Urquiza. Es así que fue una de las piezas claves dentro del equipo que disputó la Copa América Femenina 2022, obteniendo un tercer lugar que valdría la clasificación directa al Mundial Australia-Nueva Zelanda 2023. 
El 8 de julio de 2023 es confirmada dentro de la lista de 23 convocadas para la Copa Mundial Femenina de Fútbol de 2023, jugando de esta manera su primer mundial. En el segundo partido de la fase de grupos ante Sudáfrica, anotó el gol del empate de Argentina 2-2. 

#### Participaciones en Copas del Mundo
| Mundial           | Sede                     | Resultado      | Partidos | Goles |
| ----------------- | ------------------------ | -------------- | -------- | ----- |
| Copa Mundial 2023 | Australia/ Nueva Zelanda | Fase de grupos | 3        | 1     |

### Estadísticas
Datos actualizados al último partido jugado el 2 de junio de 2025.
| Selección | Año   | Amistoso | Amistoso | Copa América | Copa América | Mundial | Mundial | Juegos Panamericanos | Juegos Panamericanos | Copa Oro | Copa Oro | Total | Total |
| Selección | Año   | PJ       | G        | PJ           | G            | PJ      | G       | PJ                   | G                    | PJ       | G        | PJ    | G     |
| --------- | ----- | -------- | -------- | ------------ | ------------ | ------- | ------- | -------------------- | -------------------- | -------- | -------- | ----- | ----- |
| Argentina |       |          |          |              |              |         |         |                      |                      |          |          |       |       |
| 2021      | 9     | 0        | 0        | 0            | 0            | 0       | 0       | 0                    | 0                    | 0        | 9        | 0     |       |
| 2022      | 7     | 0        | 6        | 0            | 0            | 0       | 0       | 0                    | 0                    | 0        | 13       | 0     |       |
| 2023      | 6     | 0        | 0        | 0            | 3            | 1       | 5       | 0                    | 0                    | 0        | 14       | 1     |       |
| 2024      | 2     | 0        | 0        | 0            | 0            | 0       | 0       | 0                    | 4                    | 0        | 6        | 0     |       |
| 2025      | 4     | 0        | 0        | 0            | 0            | 0       | 0       | 0                    | 0                    | 0        | 4        | 0     |       |
| Total     | Total | 28       | 0        | 6            | 0            | 3       | 1       | 5                    | 0                    | 4        | 0        | 46    | 1     |

#### Goles internacionales
Listado de goles anotados con la Selección mayor. 
| n.º | Fecha               | Lugar                                      | Rival     | Gol   | Resultado | Competición       |
| --- | ------------------- | ------------------------------------------ | --------- | ----- | --------- | ----------------- |
| 1.  | 28 de julio de 2023 | Estadio de Dunedin, Dunedin, Nueva Zelanda | Sudáfrica | 2 – 2 | 2 – 2     | Copa Mundial 2023 |

## Clubes
| Club        | Liga               | País      | Año       |
| ----------- | ------------------ | --------- | --------- |
| UAI Urquiza | Primera División A | Argentina | 2020-2022 |
| Club León   | Liga MX Femenil    | México    | 2022      |
| UAI Urquiza | Primera División A | Argentina | 2022-2023 |
| Real Betis  | Liga F             | España    | 2024      |
| Belgrano    | Primera División A | Argentina | 2024-act. |